# Guglielmo Sirleto
Guglielmo Sirleto (Guardavalle, 1514 – Roma, 6 ottobre 1585) è stato un cardinale e vescovo italiano.

## Biografia
Nato a Guardavalle, figlio di un medico calabrese, Guglielmo Sirleto ricevette un'eccellente educazione. Si formò a Napoli dove si distinse nello studio dell'ebraico, del greco, del latino, della filosofia e della teologia.
Si trasferì poi a Roma, dove nel 1537 Filippo Neri vendette i propri libri e ne offrì il ricavato per questo giovane calabrese in cerca di fortuna.
A Roma strinse amicizia con i cardinali Girolamo Seripando e Marcello Cervini, futuro papa Marcello II. Di quest'ultimo divenne uno dei più fidati collaboratori durante i lavori del Concilio di Trento, inizialmente presieduto dal Cervini, per il quale preparò dettagliate relazioni su tutte le più importanti questioni portate in discussione.
Il Cervini, divenuto papa, lo nominò custode della Biblioteca Apostolica Vaticana e gli affidò l'educazione dei nipoti. Da custode della biblioteca apostolica, Sirleto compilò uno dei primi cataloghi descrittivi, con un indice descrittivo completo dei manoscritti in lingua greca e portò a termine una nuova edizione della Vulgata.
Sirleto godette anche della fiducia di papa Paolo IV, che gli confermò l'incarico di precettore per i giovani famigliari del pontefice e lo nominò Protonotario apostolico. Dopo la morte del Carafa, si ritirò nella casa di formazione dei teatini (l'ordine che Paolo IV aveva contribuito a fondare) in San Silvestro al Quirinale, dove divenne docente di greco ed ebraico, avendo tra i suoi allievi il futuro San Carlo Borromeo.
Nella fase conclusiva del Concilio di Trento, Sirleto, pur continuando a risiedere a Roma, fu comunque un assiduo e più ascoltato consigliere dei legati pontifici in missione conciliare.
Su proposta di Carlo Borromeo (che del Sirleto era stato allievo) papa Pio IV lo innalzò al cardinalato nel concistoro del 12 marzo 1565 e lo nominò diacono di San Lorenzo in Panisperna. Papa Pio V lo consacrò vescovo e gli affidò la diocesi di San Marco (1566) prima e successivamente quella di Squillace (1568), al cui governo rinunciò nel 1575 dopo che, su ordine del segretario di stato, aveva dovuto stabilire nel 1570 la sua residenza a Roma per assumere la carica di Bibliotecario apostolico.
A Roma presiedette le commissioni per la riforma del Messale e del Breviario Romano, del Catechismo Romano, del calendario dei santi e del Martirologio. Curò l'edizione del Catechismo Tridentino, della Vulgata e del Corpus Juris Canonici.
Amante della cultura greca, intrattenne relazioni amichevoli con l'Oriente e incoraggiò ogni sforzo tendente alla riunione ecumenica della cristianità.
Si spense a Roma nel 1585, assistito sul letto di morte da Filippo Neri e fu seppellito alla presenza di Sisto V.
Presso la Biblioteca Apostolica Vaticana dopo un'iniziale dispersione, è conservata la sua ricca raccolta di manoscritti, e la corrispondenza che il cardinale tenne con i più illustri personaggi del suo tempo.

## Genealogia episcopale
La genealogia episcopale è:
- Cardinale Guillaume d'Estouteville, O.S.B.Clun.
- Papa Sisto IV
- Papa Giulio II
- Cardinale Raffaele Sansone Riario
- Papa Leone X
- Papa Clemente VII
- Cardinale Antonio Sanseverino, O.S.Io.Hieros.
- Cardinale Giovanni Michele Saraceni
- Papa Pio V
- Cardinale Guglielmo Sirleto